# تشارلز لورو
تشارلز لورو (بالإنجليزية: Charles Leroux) هو قائد منطاد ‏ أمريكي، ولد في 31 أكتوبر 1856 في واتربوري في الولايات المتحدة، وتوفي في 12 سبتمبر 1889 في Tallinn Bay ‏ في إستونيا بسبب غرق.